# Projekt 68.2
Wiesel-Klasse war die Bezeichnung für eine Klasse von Leichten Torpedoschnellbooten (LTS) der Volksmarine der DDR mit der Projektnummer 68.2. Zunächst als Hydra-Klasse geplant, wurde das Projekt letztlich in Wiesel-Klasse umbenannt. Vermutlich wegen der zeitgleichen Verwendung der Iltis-Klasse und ähnlicher Konstruktionsmerkmale beider Bootstypen taucht gelegentlich auch die Bezeichnung Iltis-B-Klasse für das Projekt 68.2 auf.

## Entwicklung und Bau
Ab 1959 begann die Entwicklung eines Torpedoschnellbootes beim Volkseigenen Betrieb Yachtwerft Berlin. Ab 1964 begann die Auslieferung an die Volksmarine. Gebaut wurden zunächst zwei Prototypvarianten (Projekte 68.0 und 68.1) und nach der Behebung diverser Mängel schließlich 26 Serienboote in zwei Bauausführungen vom Projekt 68.2.

### Rumpf und Antrieb
Die Boote hatten einen Rumpf, der mit Mahagoniholz beplankt und nur am Bug mit Metall verstärkt war. Als Antrieb dienten zwei Dieselmotoren sowjetischer Bauart vom Typ M-50F-3 mit insgesamt 1760 kW (2400 PS), die das kleine Boot über zwei Schrauben auf etwa 52 Knoten beschleunigen konnten.

### Bewaffnung und Einsatz
Hauptbewaffnung der Klasse waren drei 533-mm-Torpedorohre, die parallel zum Kiel eingebaut waren und nicht mit Bordmitteln nachgeladen werden konnten. Beim Angriff wurden die Torpedos, eher untypisch, nach Achtern abgesetzt, um dann dem Kurs des abschießenden Bootes in Richtung Ziel zu folgen. Die beiden äußeren Torpedorohre konnten bei Bedarf leicht demontiert und durch Abwurfeinrichtungen für bis zu sechs Seeminen ausgetauscht werden. Um die LTS im Einsatz nicht in einem bestimmten Hafen versorgen zu müssen, wurden speziell für die Kleinbootverbände schwimmende Stützpunkte ohne Eigenantrieb (Projekt 62) und mit Eigenantrieb (Projekt 162) gebaut.

### Modifikationen
- erste Bauausführung der Serie, 19,2 Tonnen Verdrängung
- zweite Bauausführung der Serie mit diversen Anpassungen, 20,9 Tonnen Verdrängung
- Truppentransporter ohne Bewaffnung für etwa 30 Soldaten

## Derzeitiger Status
Es sind keine Schnellboote dieses Typs mehr im Einsatz.